# Suchá
Suchá är en ort i Tjeckien.   Den ligger i regionen Vysočina, i den centrala delen av landet, 120 km sydost om huvudstaden Prag. Suchá ligger 567 meter över havet och antalet invånare är 240.
Terrängen runt Suchá är platt. Runt Suchá är det ganska glesbefolkat, med 39 invånare per kvadratkilometer. Närmaste större samhälle är Jihlava, 10,6 km norr om Suchá. I omgivningarna runt Suchá växer i huvudsak blandskog.